# 锚柱兰
锚柱兰（学名：[Didymoplexiella siamensis] 错误：{{Lang}}：文本有斜体标记（帮助））为兰科锚柱兰属下的一个种。种加名 siamensis 意为“暹罗的”。